# Kennin-ji

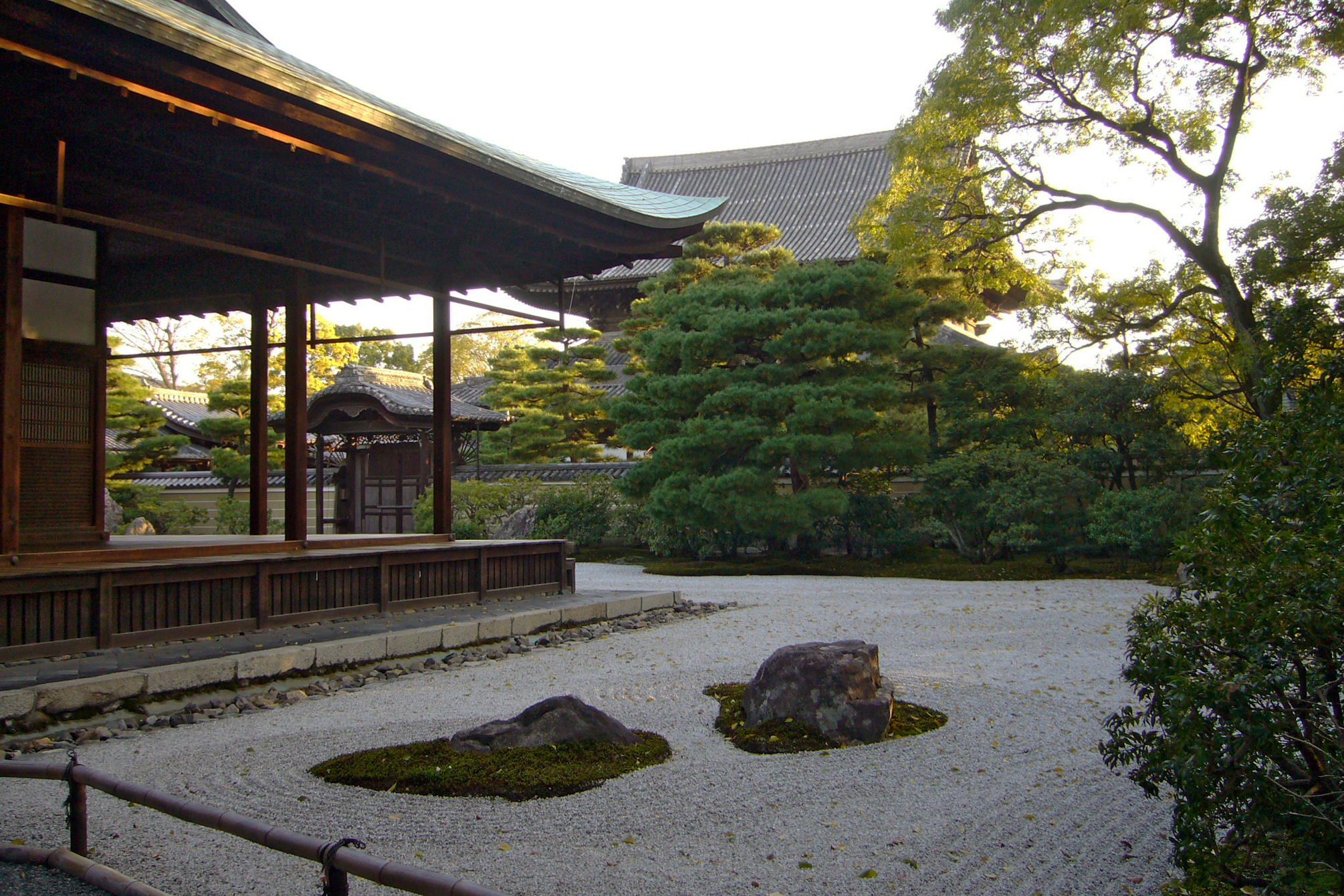
Fragment klasztoru

Kennin-ji (jap. 建仁寺 Kennin-ji) – uważana za najstarszą świątynię zen w Kioto, w Japonii, główny obiekt sakralny szkoły rinzai.

## Historia klasztoru
Jego założycielem i pierwszym opatem był Myōan Eisai, a fundatorem siogun Minamoto no Yori'ie. Świątynia została zbudowana w 1202 roku w Kioto według chińskiego wzoru wzdłuż osi północ-południe. Warunkiem postawionym Eisaiowi była jego zgoda na postawienie na terenie świątyni pawilonów, w których będą się odbywać praktyki szkół shingon (Shingon-in) i tendai (Tendai-in). Mimo różnych nacisków ze strony starszych szkół buddyzmu japońskiego z góry Hiei (shingon, tendai, kegon), aby zabronić Eisaiowi nauczania, cieszył się on poparciem siogunatu i na tyle wzmocnił swoją pozycję, że Kennin-ji została uznana za oficjalną świątynię. Podstawą praktyki był zen w tradycji rinzai. Jednak dopiero chiński mistrz Lanxi Daolong (1213-1278) uczynił z tego klasztoru miejsce praktyki wyłącznie zenu w stylu rinzai. Kennin-ji została autoryzowana jako filia świątyni Enryaku.
Drugim opatem klasztoru został Ryōnen Myōzen. Od 1217 do 1223 roku jego uczniem w Kennin-ji był Eihei Dōgen, co opisał w swojej pracy Shōbōgenzō w rozdziale "Bendōwa". W tym czasie klasztor ten nie cieszył się żadnym prestiżem jako klasztor zen i oficjalnie należał do szkoły tendai.
Dziesiątym opatem klasztoru został Enni Ben’en, który starał się ożywić w nim praktykę po śmierci Myōzena. Enni odbudował także i znacznie powiększył budynek mnichów po pożarze. Po nim opatem klasztoru został chiński mistrz chan Lanxi Daolong. W ciągu trzech lat prowadzenia klasztoru (1259-1261) Lanxi doprowadził do wyrugowania z niego wszelkich obcych zenowi praktyk i zamienił Kennin-ji w czysty klasztor zen. Odtąd mnisi żyli w strachu przed atakami ze strony mnichów z innych szkół
.
W klasztorze tym praktykował zen Musō Soseki pod kierunkiem ucznia Lanxi Daolonga – Muina Embana (1230–1307).
Również i na początku XIV wieku klasztor był prowadzony przez chińskiego mistrza Dongminga Huiri (1272-1340), który – chociaż należał do szkoły caodong (jap. sōtō) w linii od mistrza Hongzhi Zhengque (1091-1157) – ze względu na jego artystyczne zainteresowania bardziej pasował do linii nauczania mistrzów szkoły linji (jap. rinzai) takich jak np. Yishan Yining. Później klasztor był prowadzony przez mistrza Qingzhuo Zhengchenga (1274-1339).
W 1306 roku opatem klasztoru został Yakuō Tokken (1245-1320), uczeń Lanxi Daolonga.
W połowie XIV wieku praktykowało w tym klasztorze pod kierunkiem opata Ryūzana Tokkena (1284–1358) dwoje słynnych później i zaprzyjaźnionych ze sobą przedstawicieli ruchu gozan: Gidō Shūshin (późniejszy opat m.in. Kennin-ji) i Zekkai Chūshin (1336–1405).
W wieku 13 lat do Kennin-ji trafił Ikkyū Sōjun (1394-1481) i zaczął studiować u mnicha-poety Botetsu należącego do ruchu gozan. Tu rozwinął swój poetycki talent, jednak po czterech latach odszedł z tego klasztoru zniesmaczony światowymi ambicjami mnichów.
Świątynia Kennin jest jednym z pięciu najważniejszych obiektów sakralnych buddyzmu zen w Kioto, zwanych łącznie: Kyōto-gozan. "Gozan" oznacza dosł. "pięć gór" (świątynie budowano przeważnie w trudno dostępnych partiach gór). Kennin-ji zawsze znajdował się na liście pięciu głównych klasztorów. Na liście sioguna Yoshimitsu (1358-1408) zajmował trzecią pozycję w Kioto za Tenryū-ji i Shōkoku-ji.
Na terenie klasztoru znajduje się wiele świątyń i ogrodów. Jednym z ogrodów jest kare-sansui – ogród z piasku i skał.
W 2002 roku klasztor obchodził 800-lecie powstania.

## Galeria

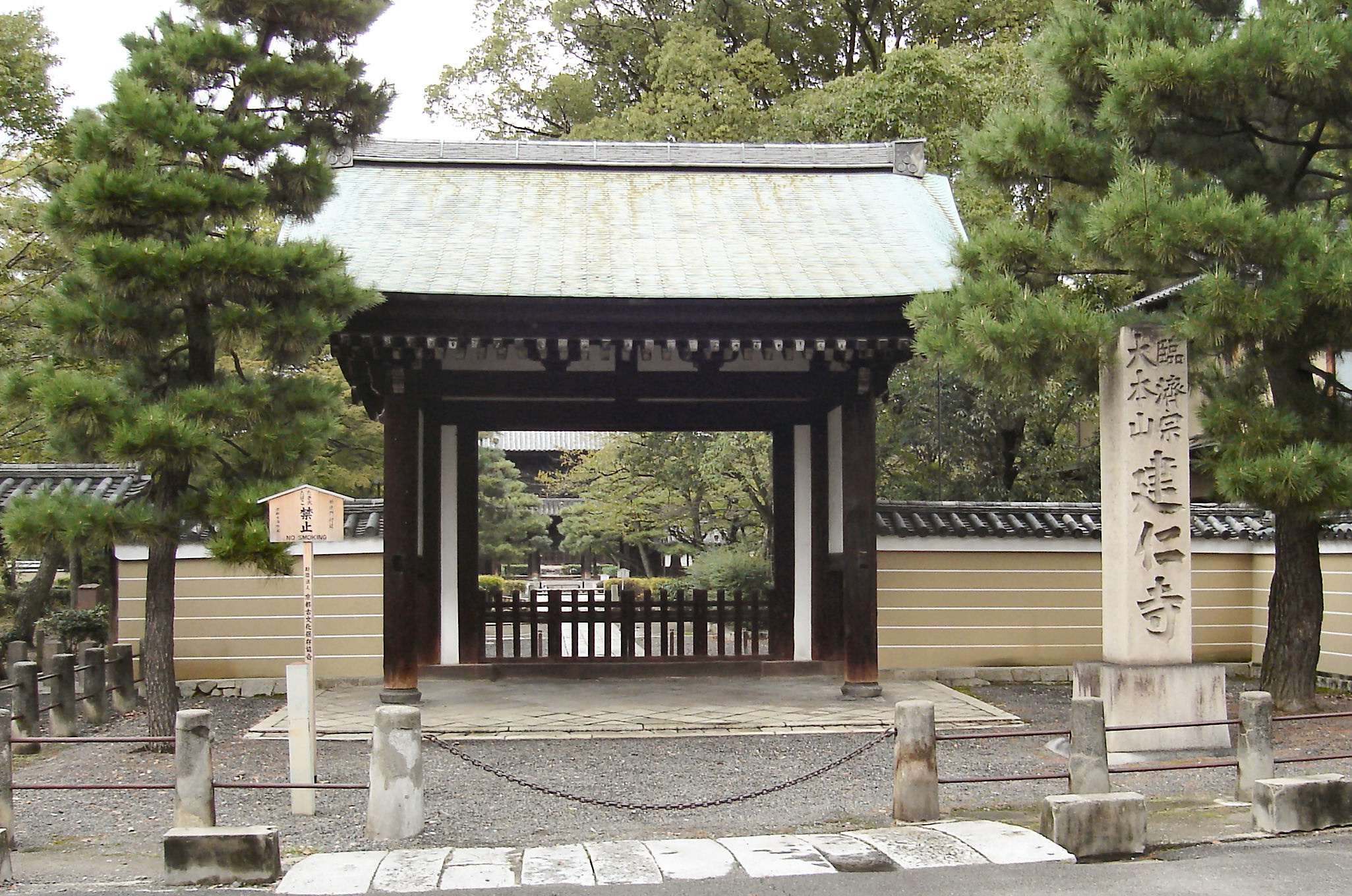
Brama Chokushi
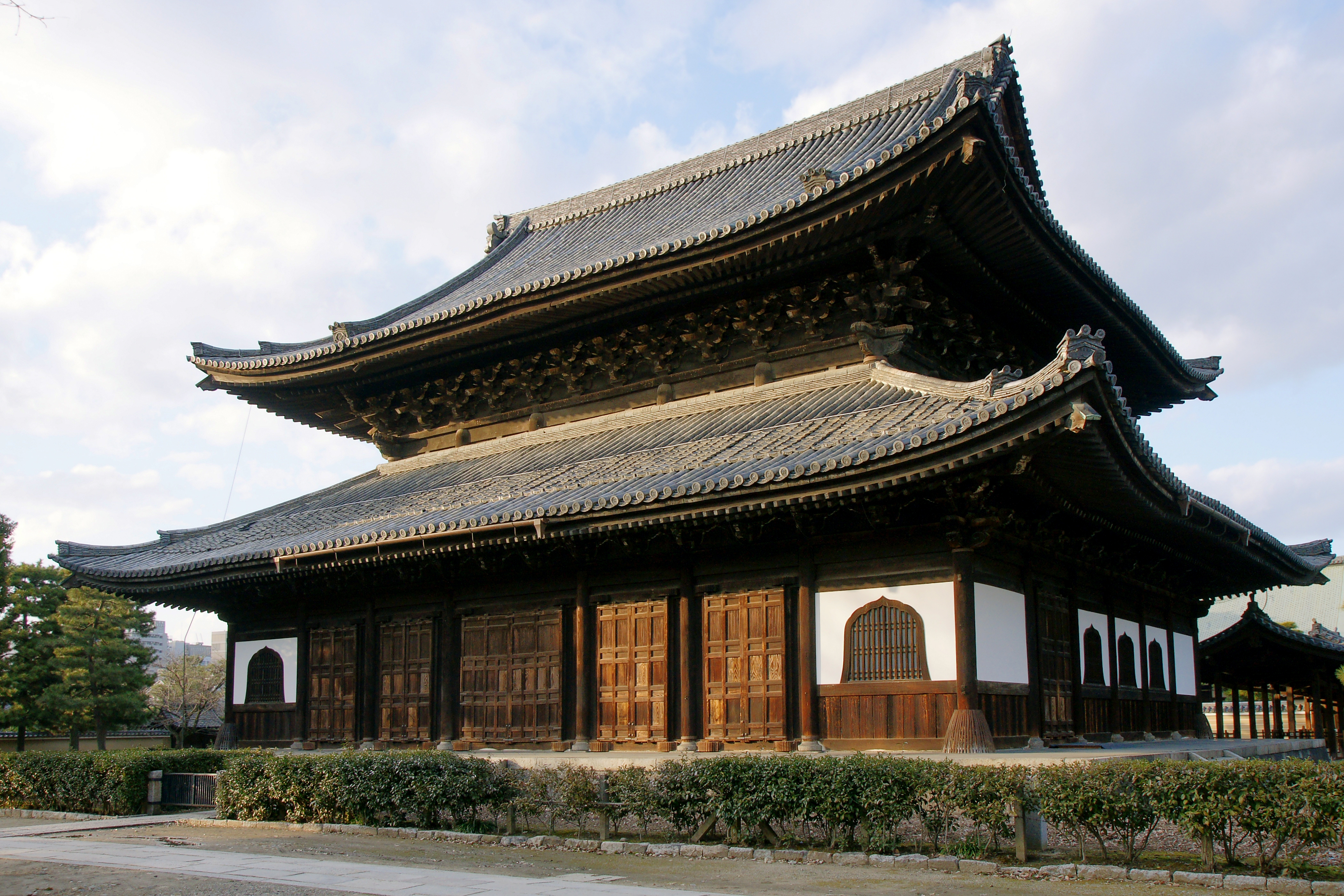
Hattō – Pawilon Wykładów (Pawilon Dharmy)
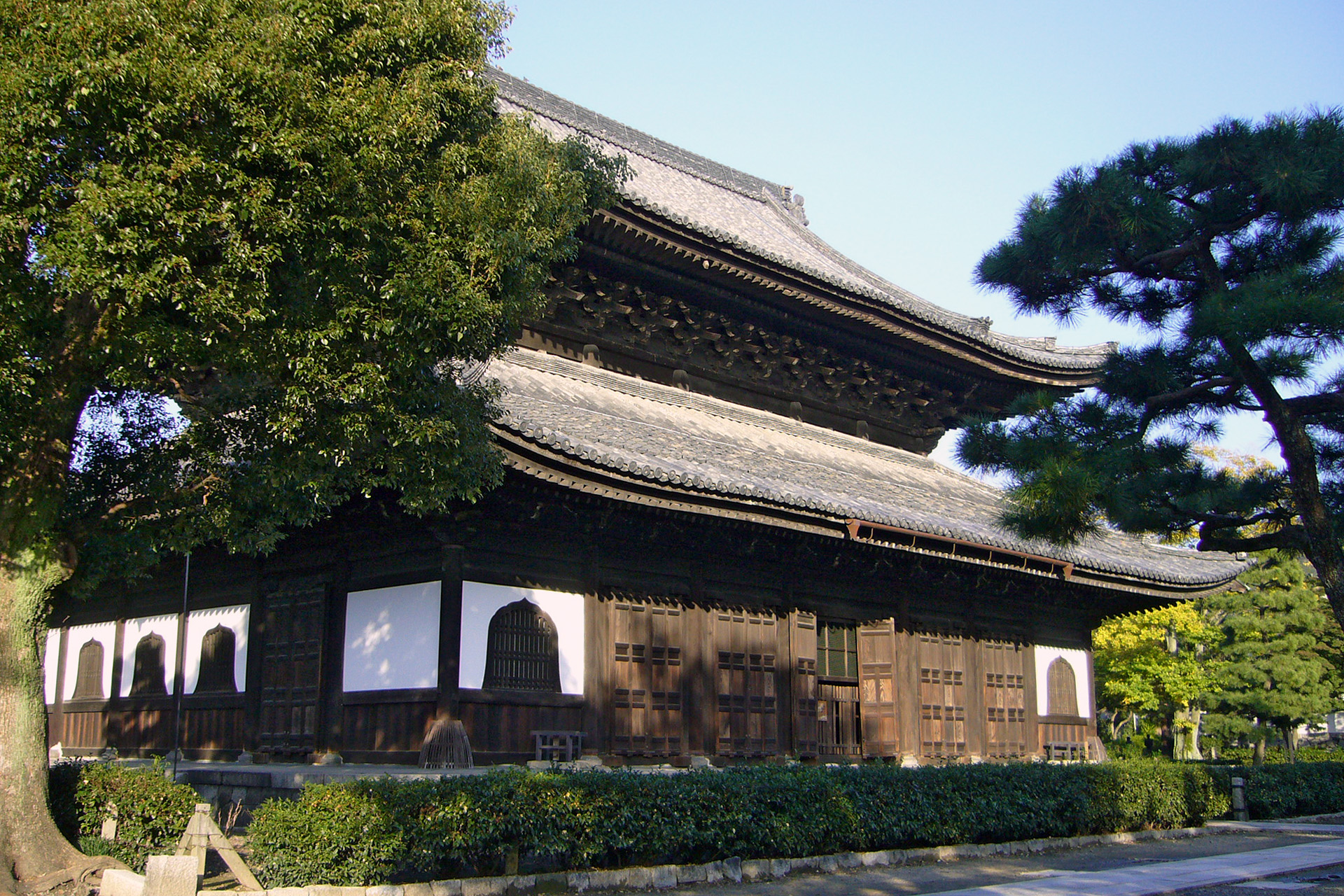
Hattō
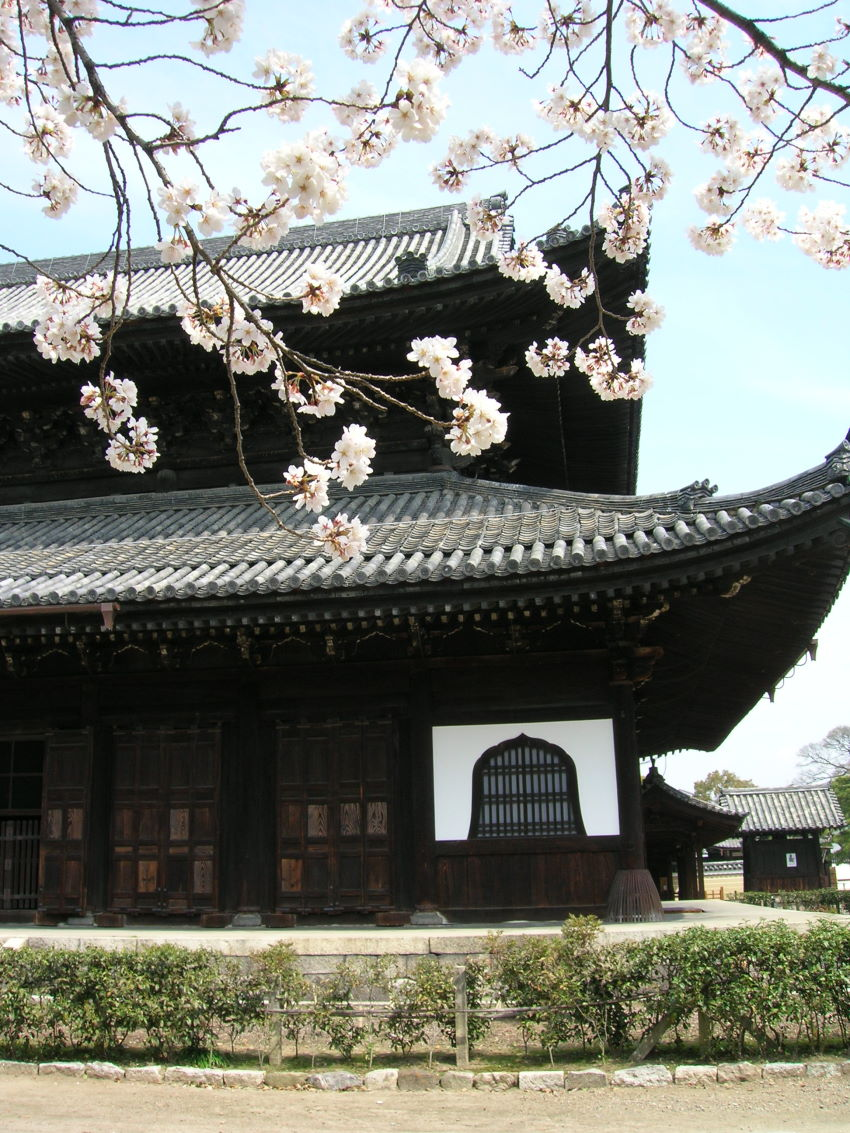
Hattō
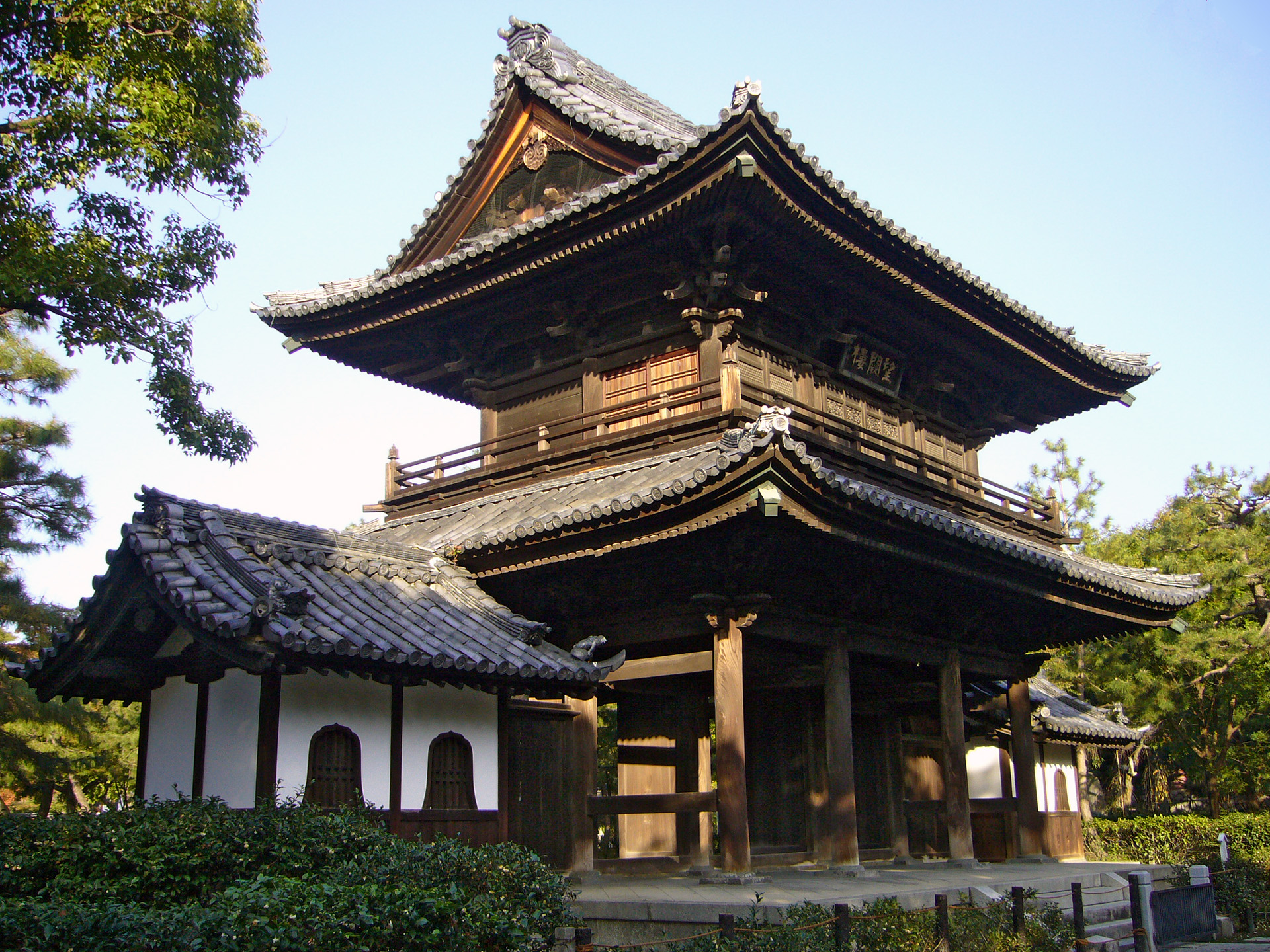
Brama Sanmon
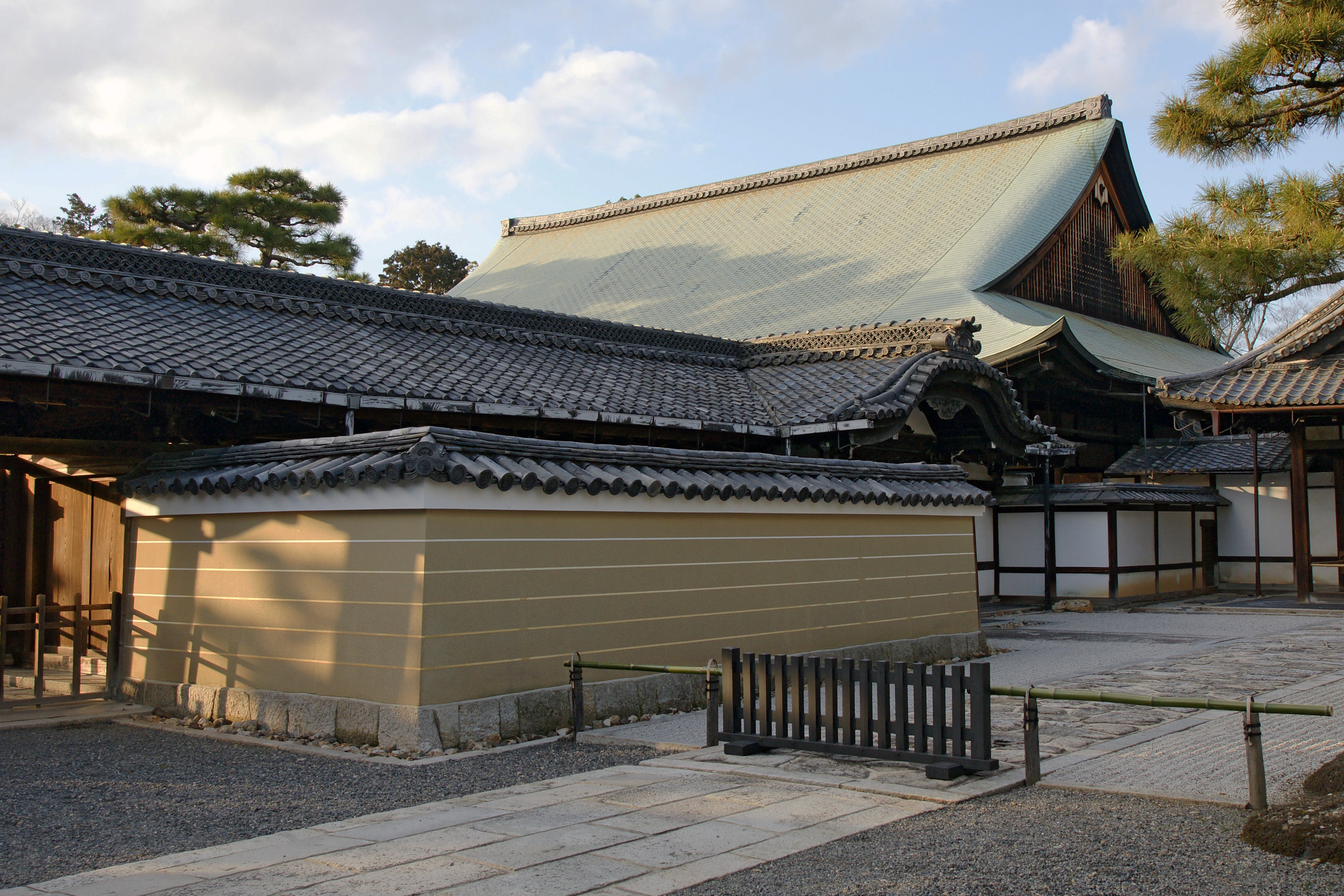
Hōjō
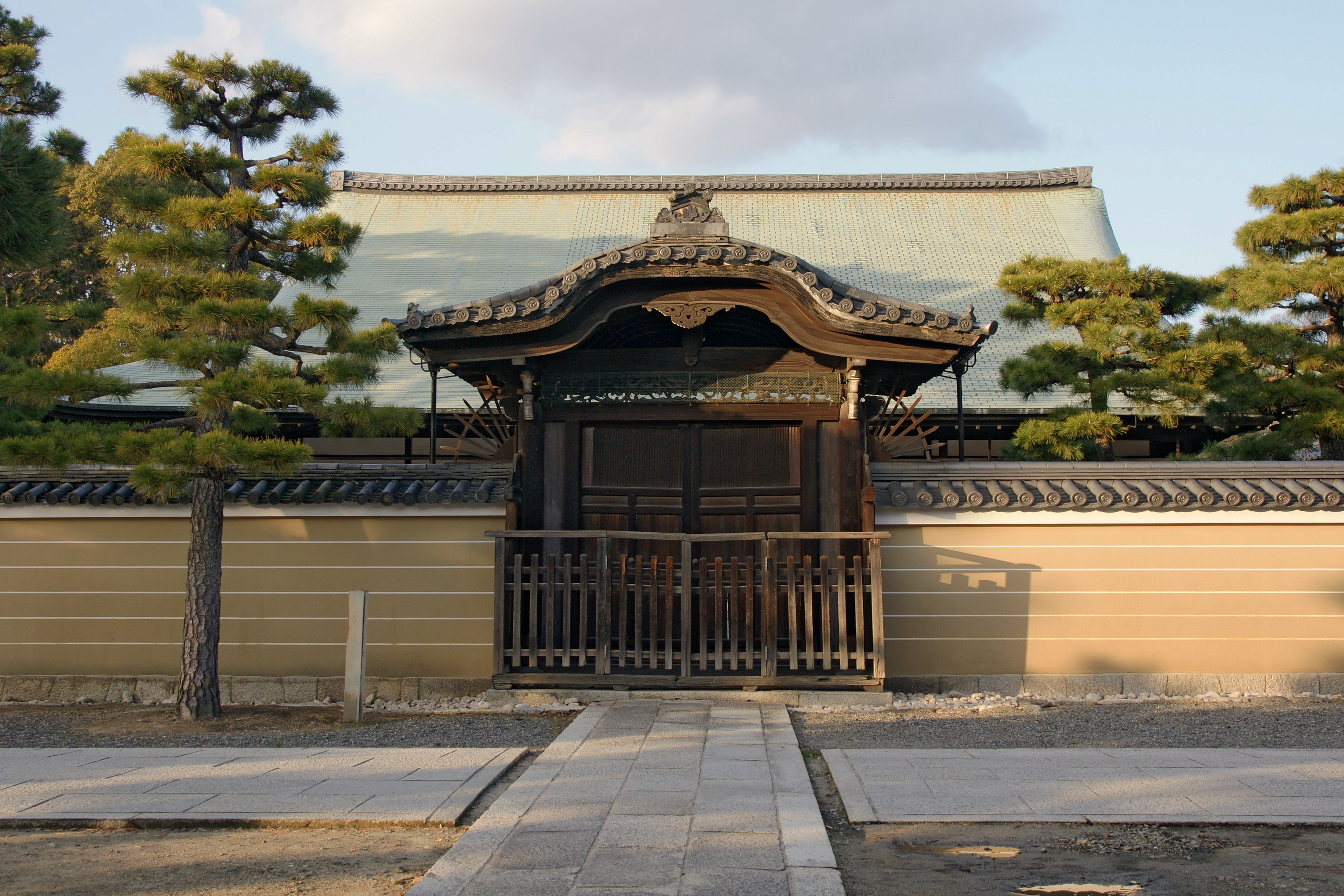
Siedziba opata
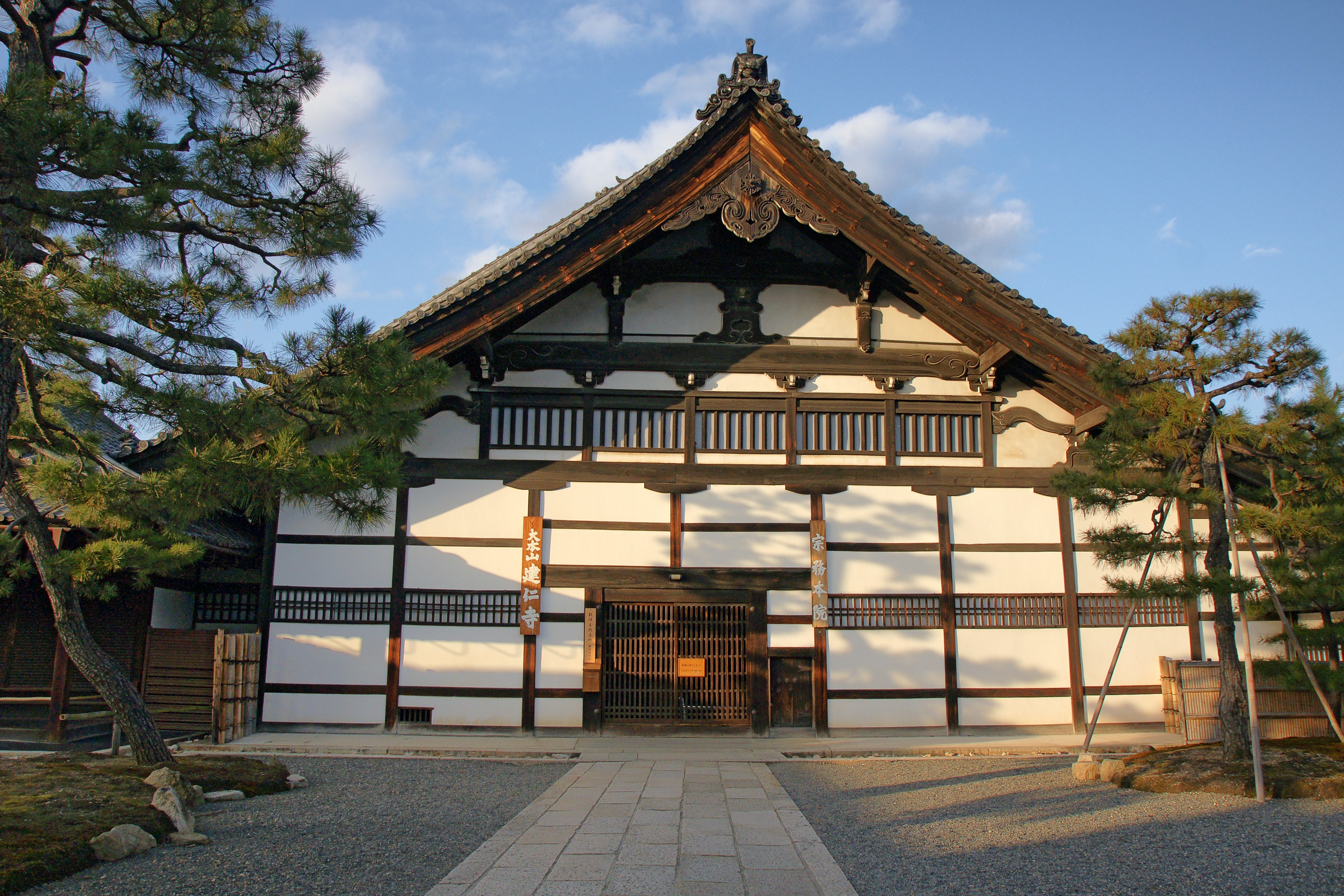
Shūmu Hon'in (Pawilon Administracyjny)
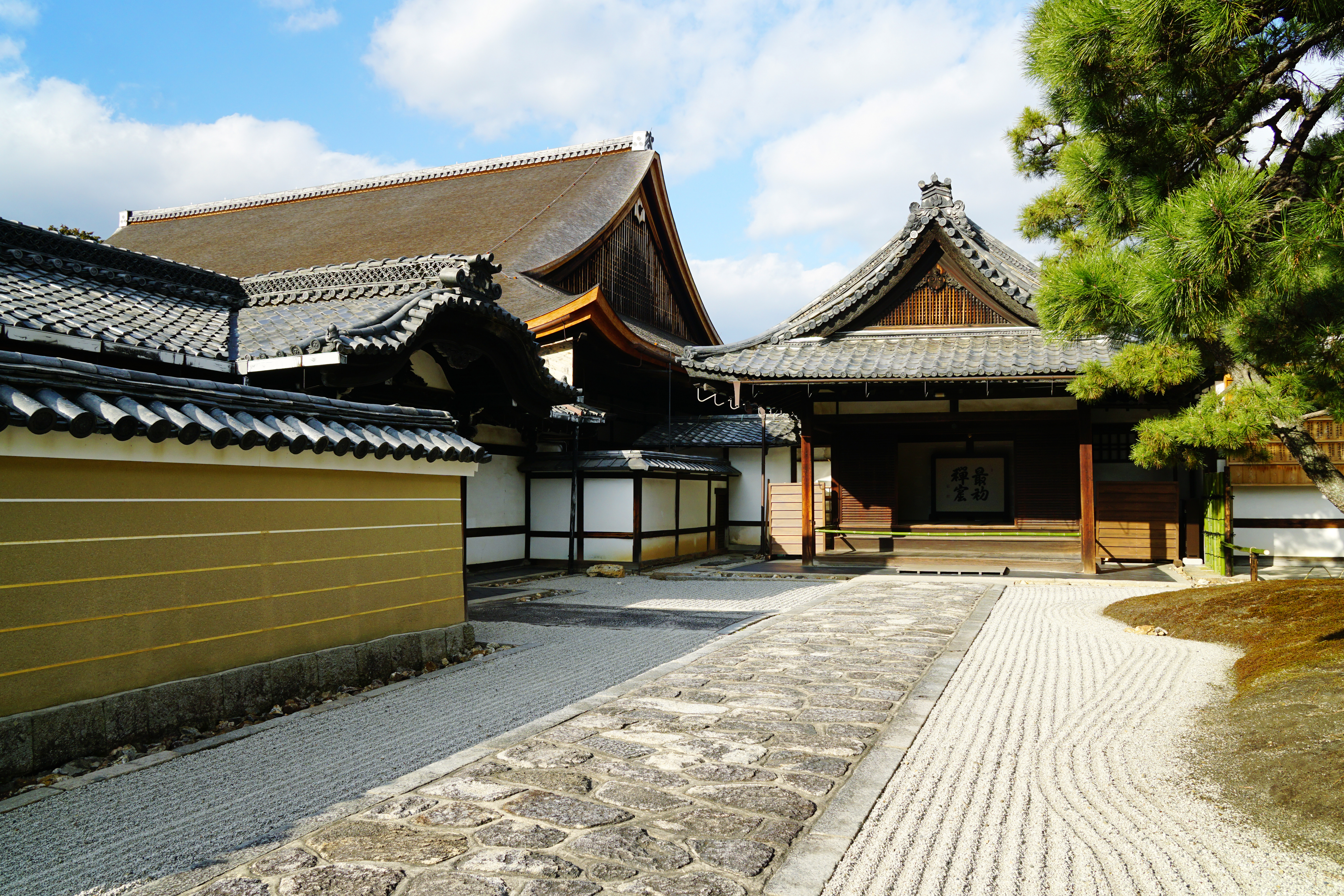
Daigenkan, Hōjō
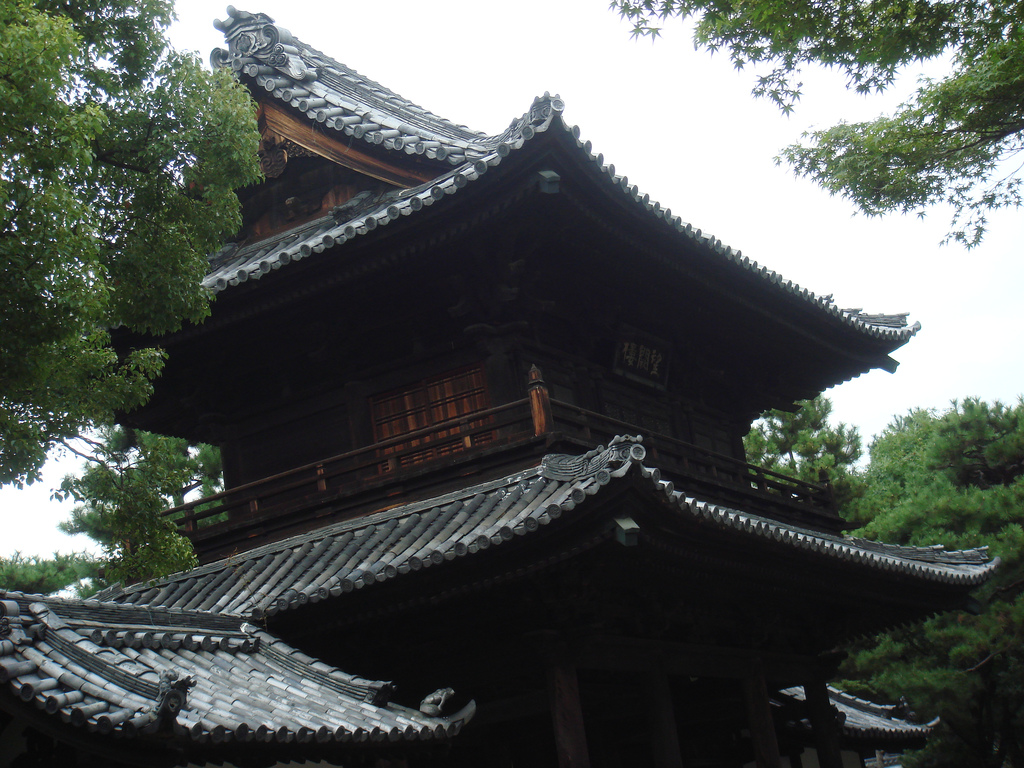
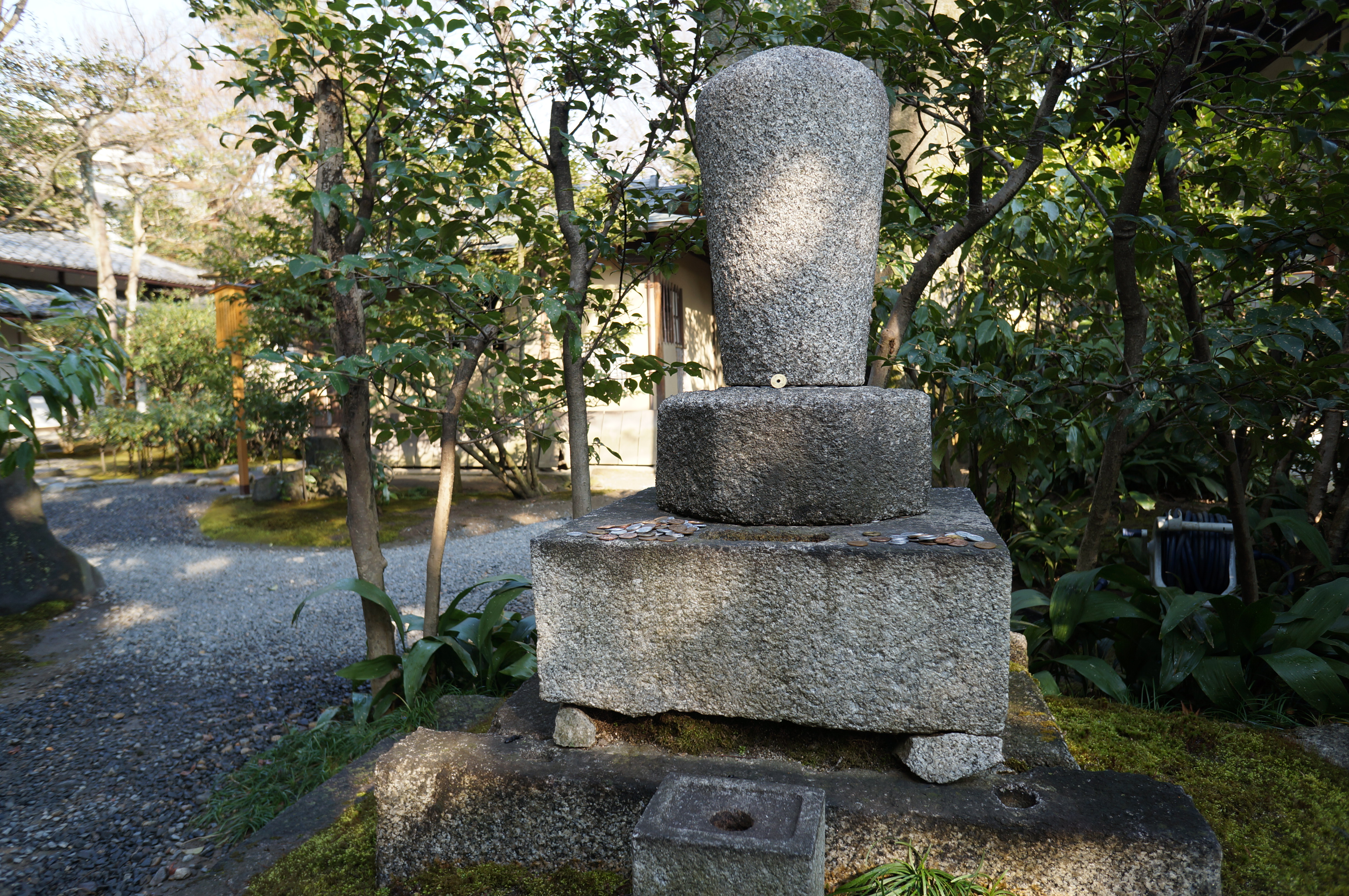
Miejsce pochówku mnicha zen o imieniu Ankokuji Ekei (żył w XVI w. pełnił rolę posła, został ścięty)
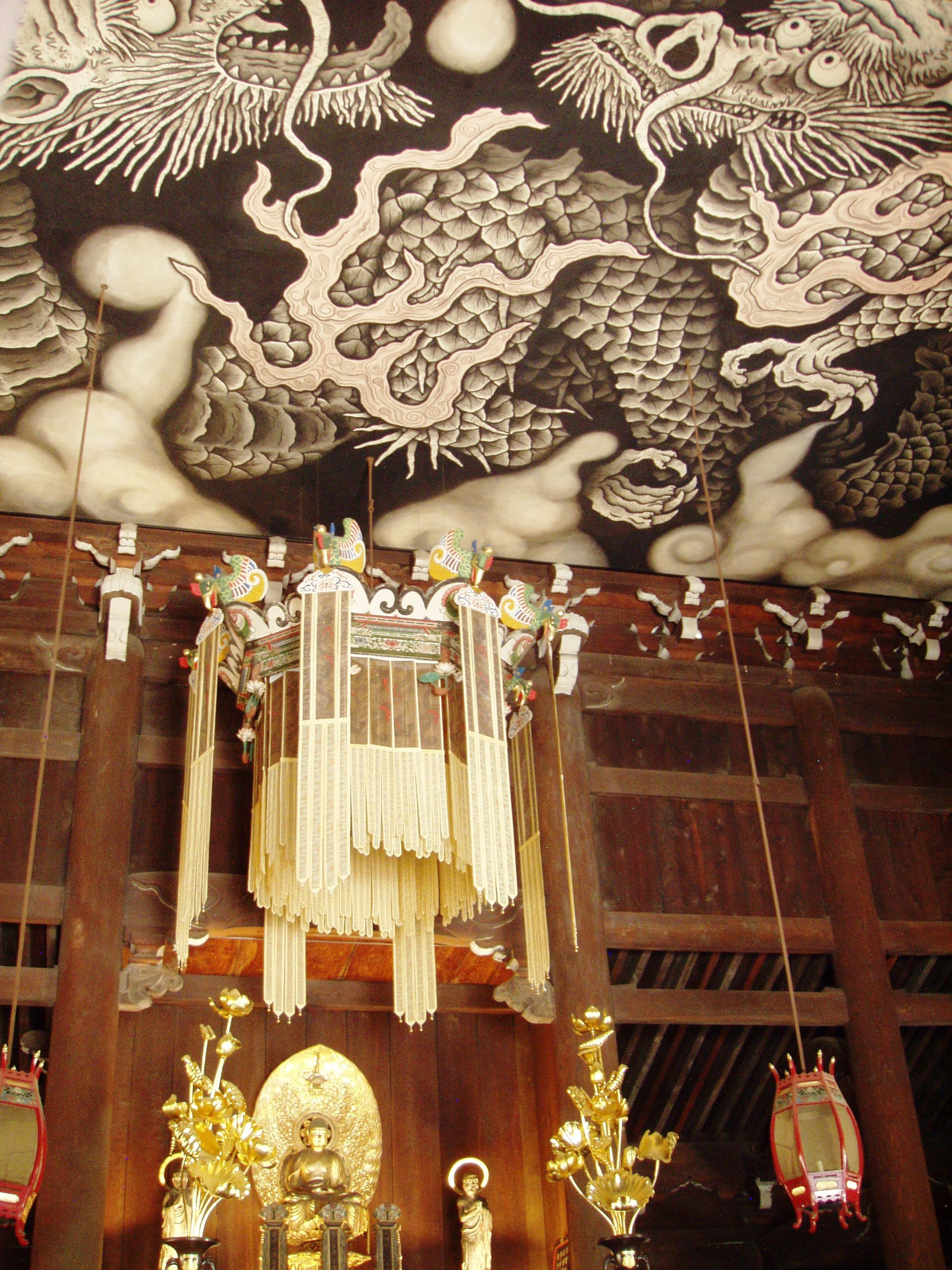
Junsaku Koizumi: Bliźniacze smoki, malowidło na stropie Pawilonu Dharmy
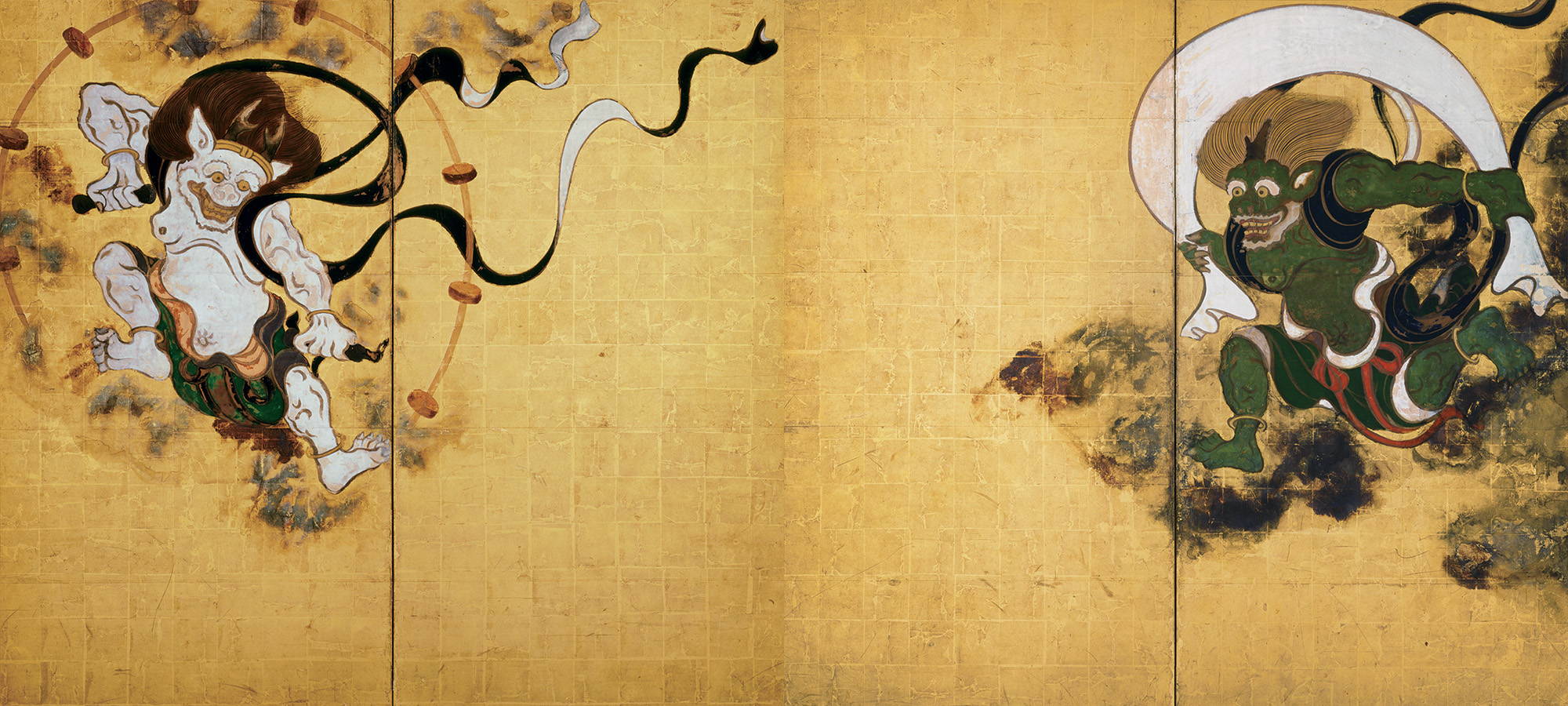
Bóg Wiatru i Bóg Piorunów
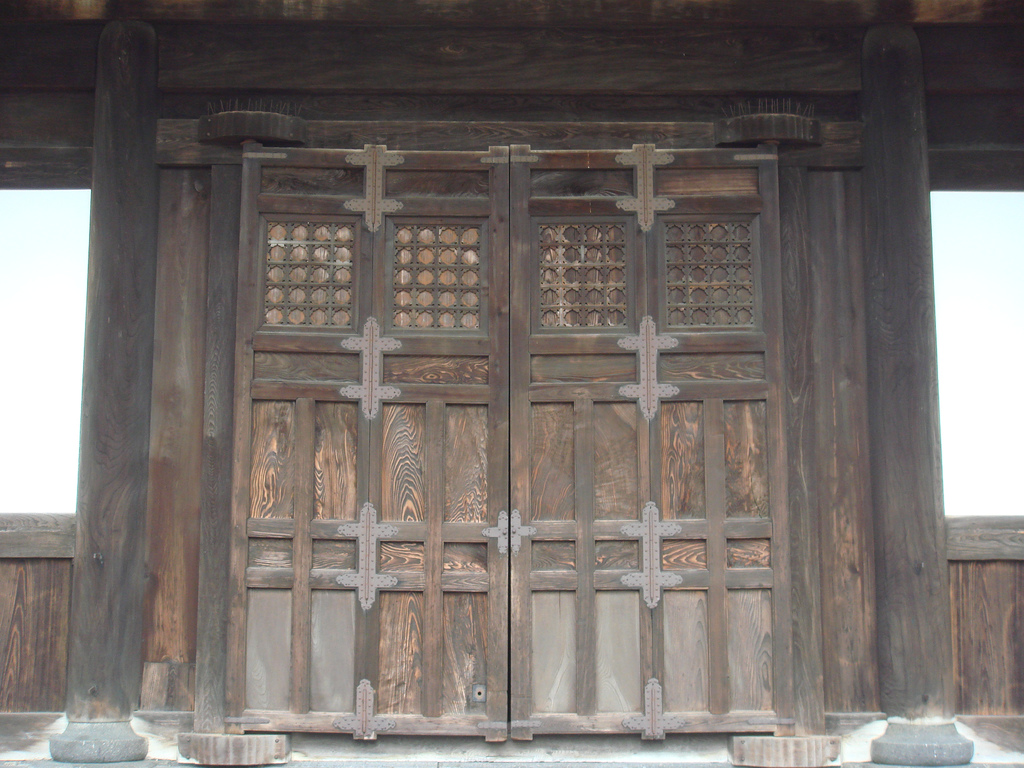
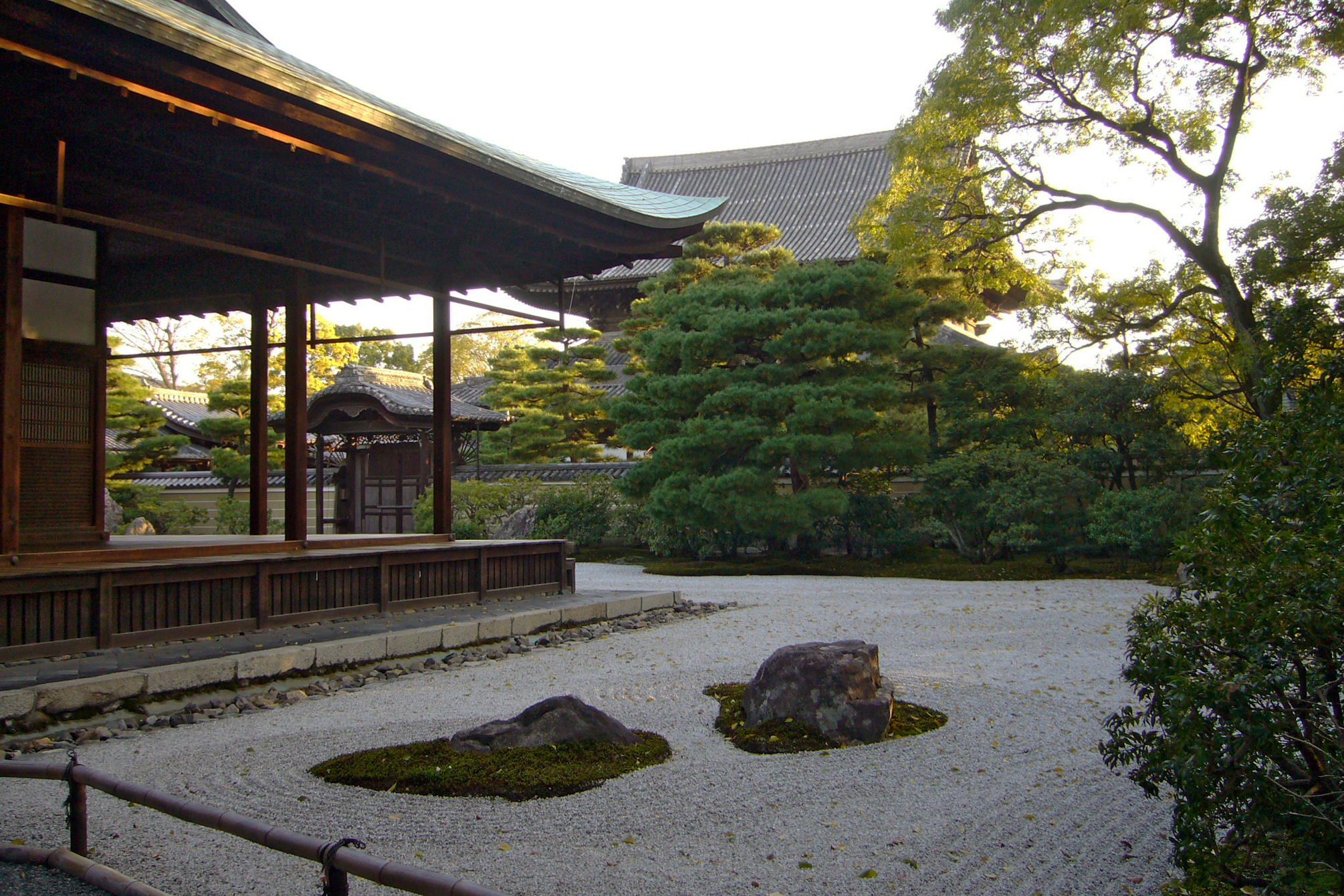
Ogród Daiō-en (karesansui)
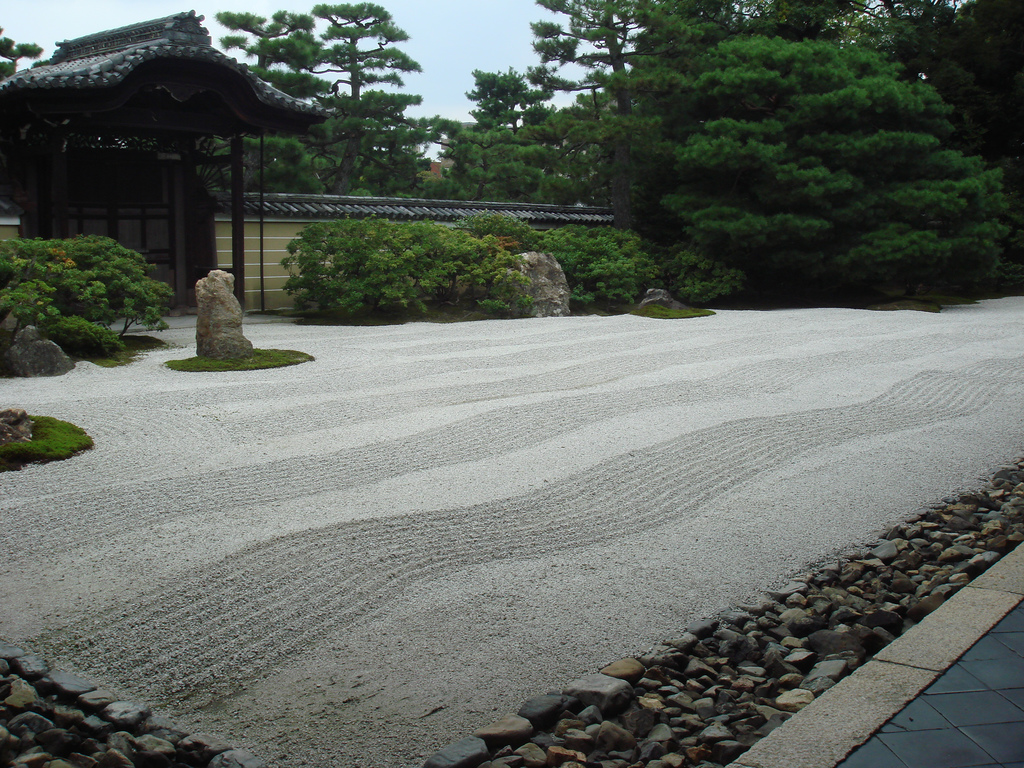
Ogród zen
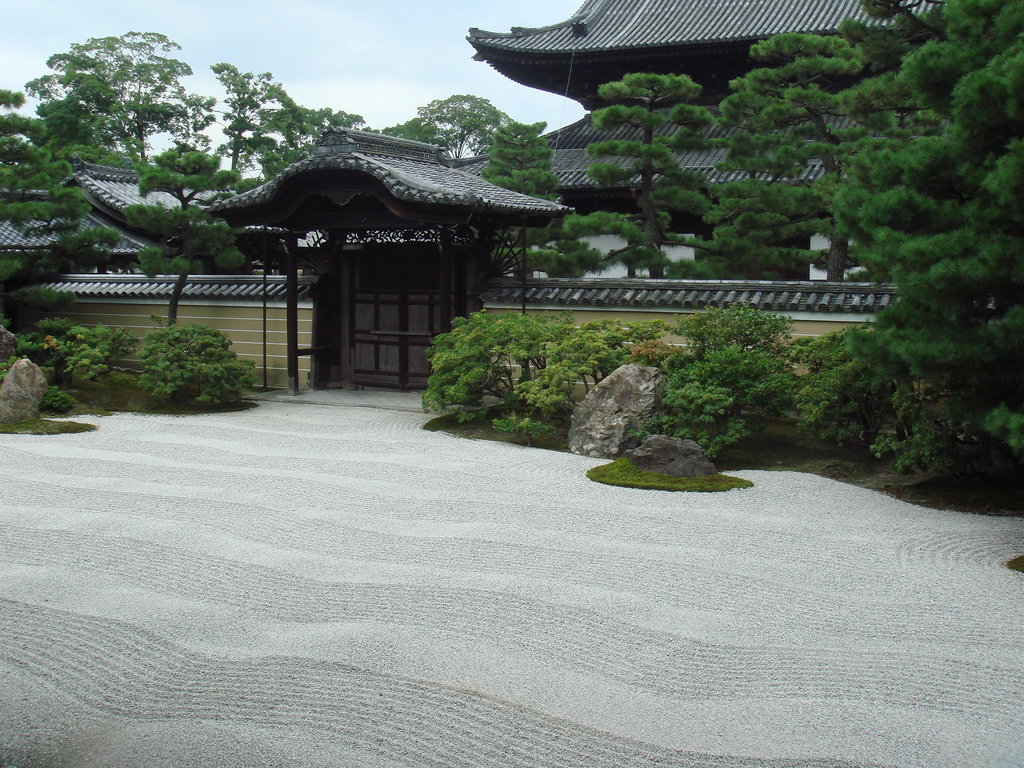
Ogród